# Daphniphyllum buchananiifolium
Daphniphyllum buchananiifolium är en tvåhjärtbladig växtart som beskrevs av H. Hallier. Daphniphyllum buchananiifolium ingår i släktet Daphniphyllum och familjen Daphniphyllaceae. Inga underarter finns listade i Catalogue of Life.